# Президентські вибори у США 2004

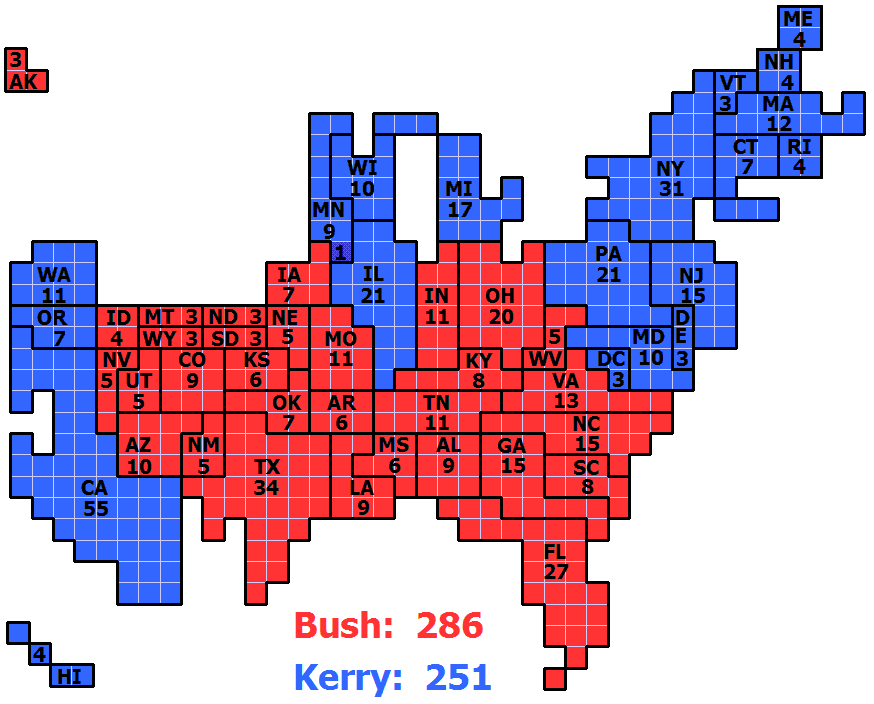

Вибори президента Сполучених Штатів Америки 2004 відбулися 2 листопада 2004 року. Це були 55-і послідовні вибори президента та віцепрезидента США на чотирирічний термін.

## Загальні відомості
Стаття Друга Конституції передбачає, що Президент і Віце-Президент Сполучених Штатів повинні бути природженими громадянами США, принаймні 35-річного віку, і жити в країні протягом не менш ніж 14-ти років. Кандидати в президенти найчастіше висуваються від однієї з різних політичних партій США, і в цьому випадку кожна зі сторін розробляє метод (наприклад, праймеріз), щоб вибрати того, хто, на думку партії, найкраще підходить для висунення на цю посаду. Традиційно, праймеріз — це непрямі вибори, в яких виборці голосують за делегата, який зобов'язується підтримати певного кандидата. Члени партії офіційно номінують кандидата для висунення від імені партії. Загальні вибори в листопаді також є непрямими, коли виборці голосують за членів Колегії виборників; ці виборники, своєю чергою, безпосередньо обирають президента і віцепрезидента.

## Кандидатури

### Кандидат від Республіканської партії

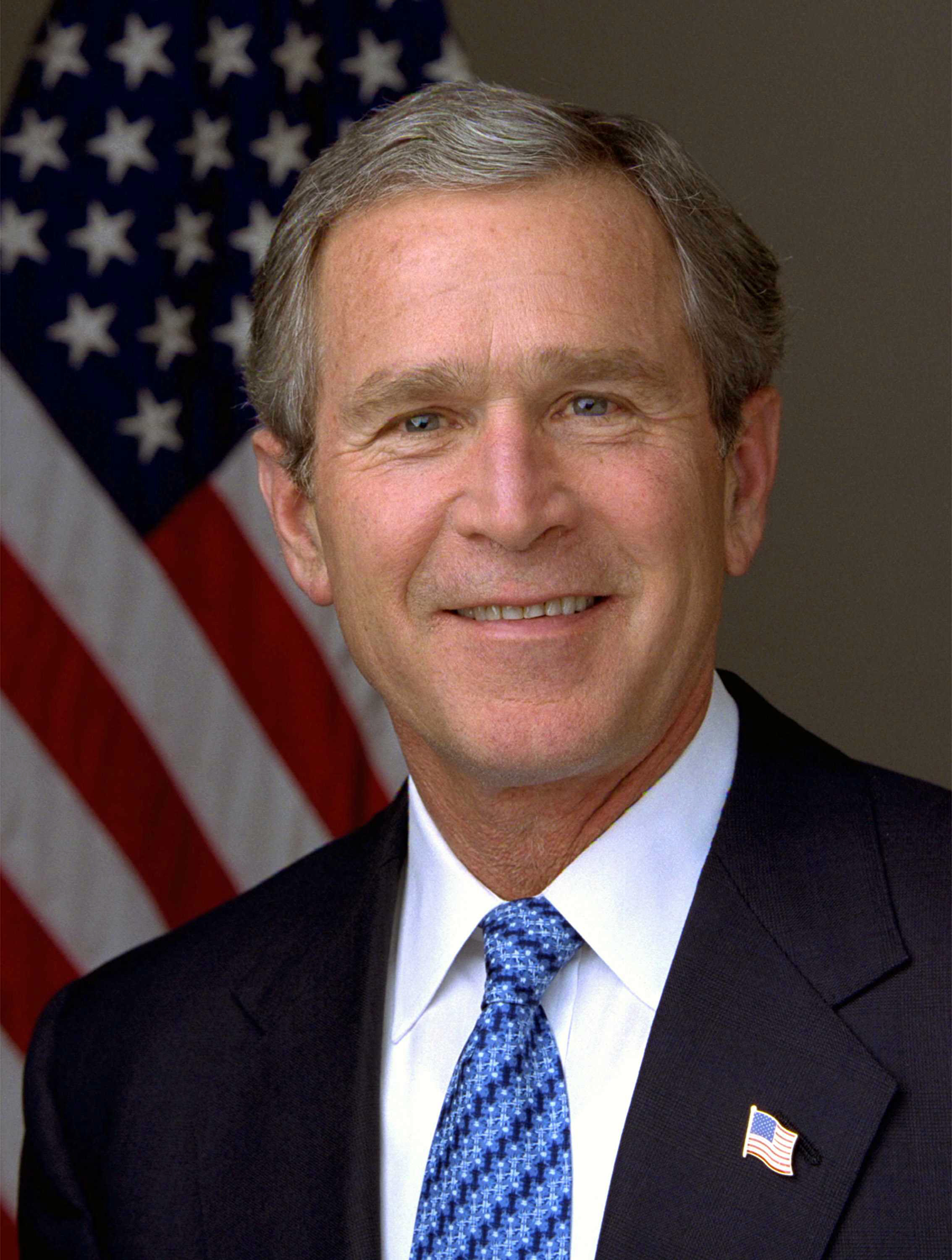
Джордж Буш від штату  Техас

### Кандидати від Демократичної партії

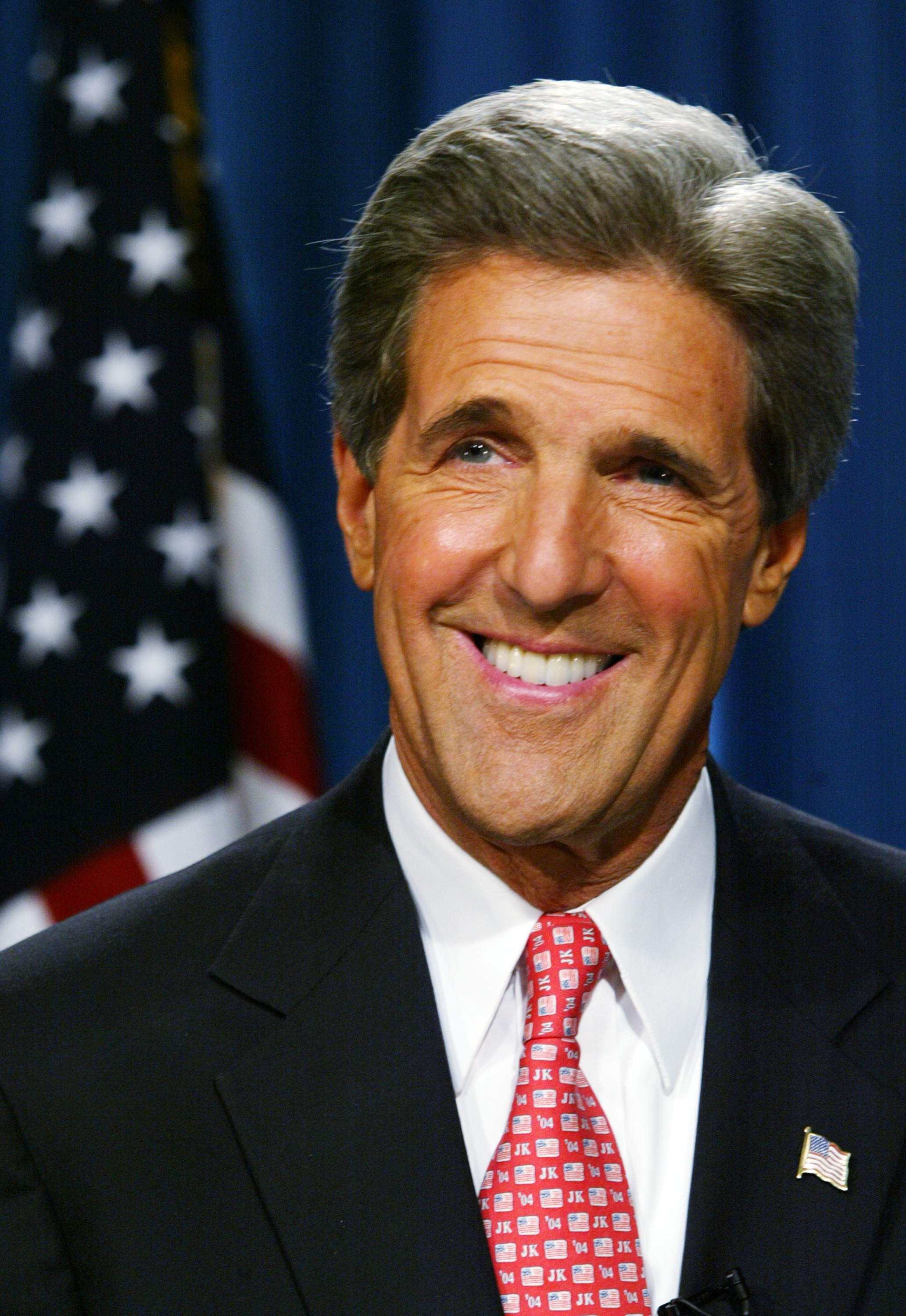
Джон Керрі, сенатор від штату Массачусетс
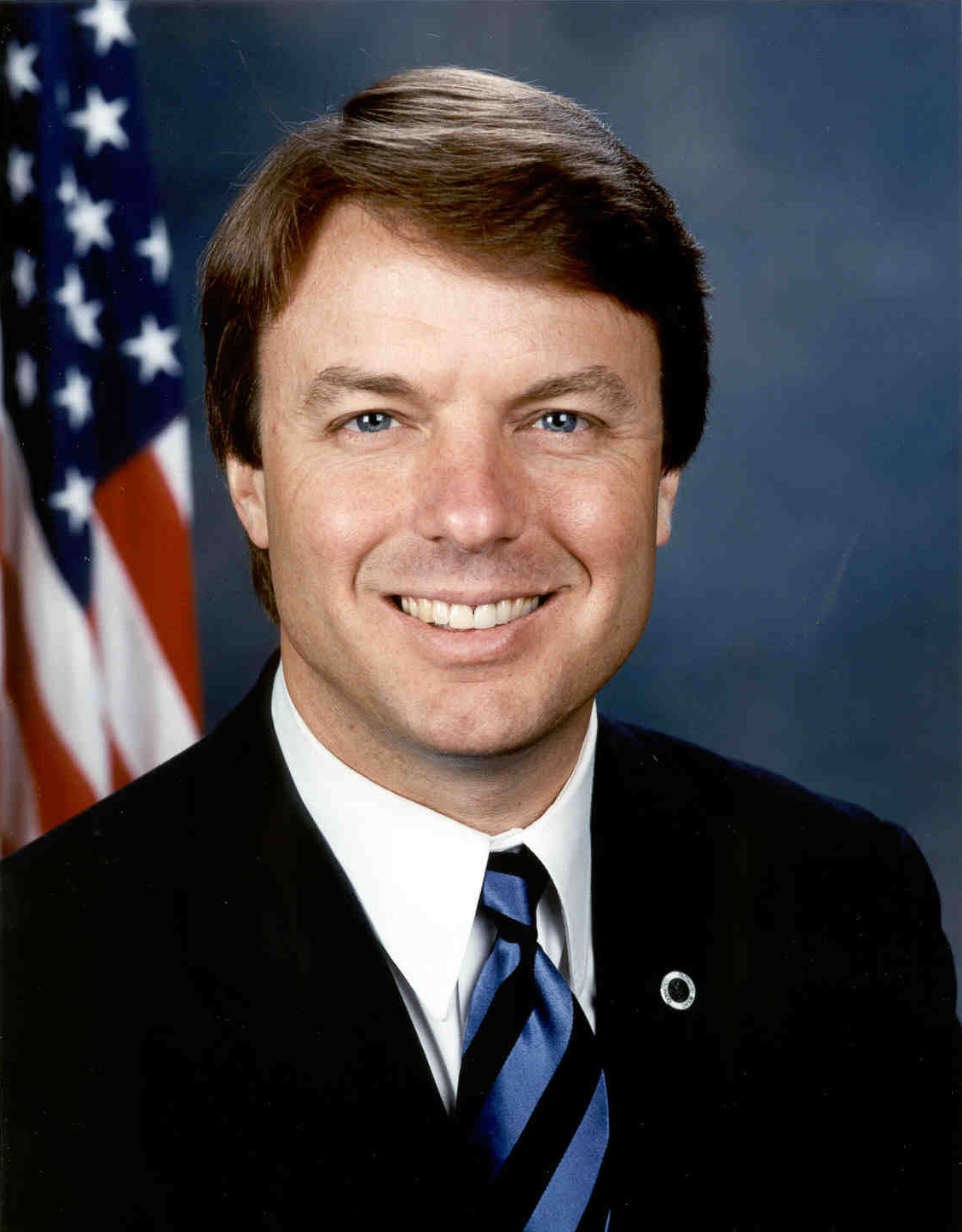
Джон Едвардс, сенатор від штату Північна Кароліна
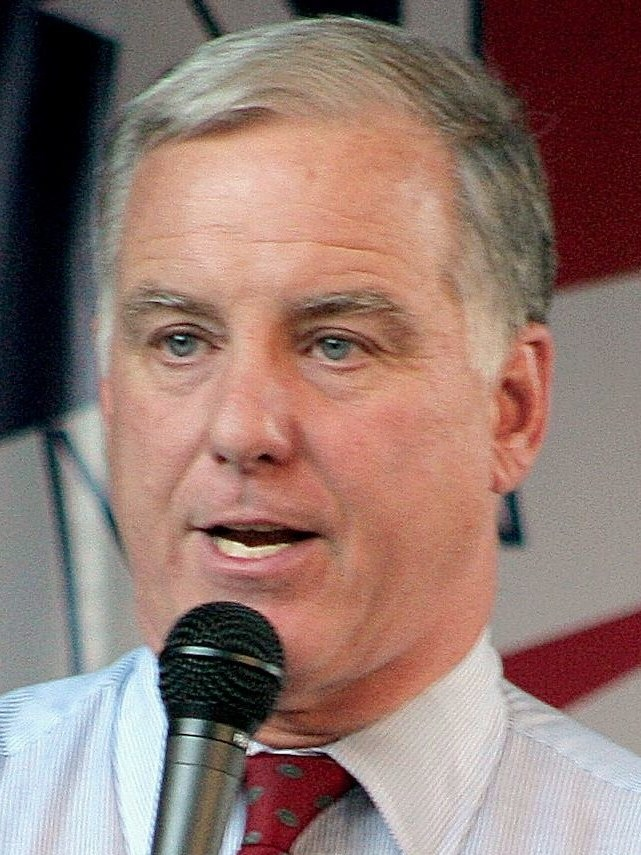
Говард Дін, колишній губернатор штату Вермонт
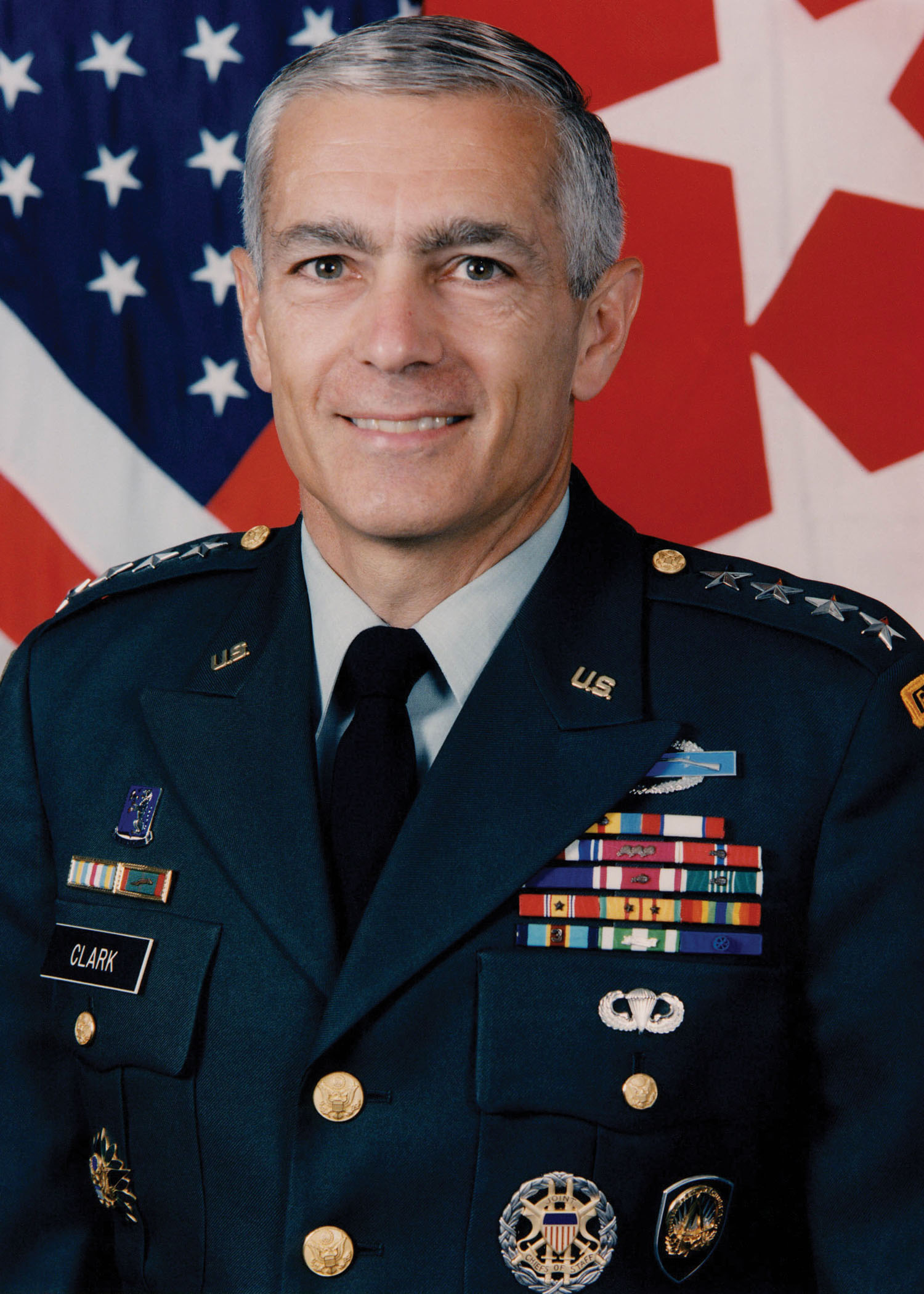
генерал армії США у відставці Веслі Кларк від штату Канзас
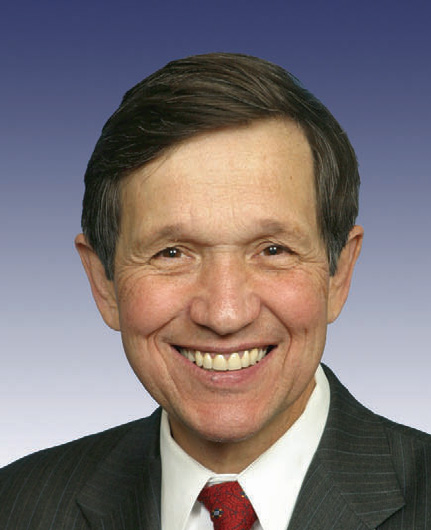
депутат нижньої палати Конгресу США, колишній мер Клівленда Денніс Кусинич від штату Огайо
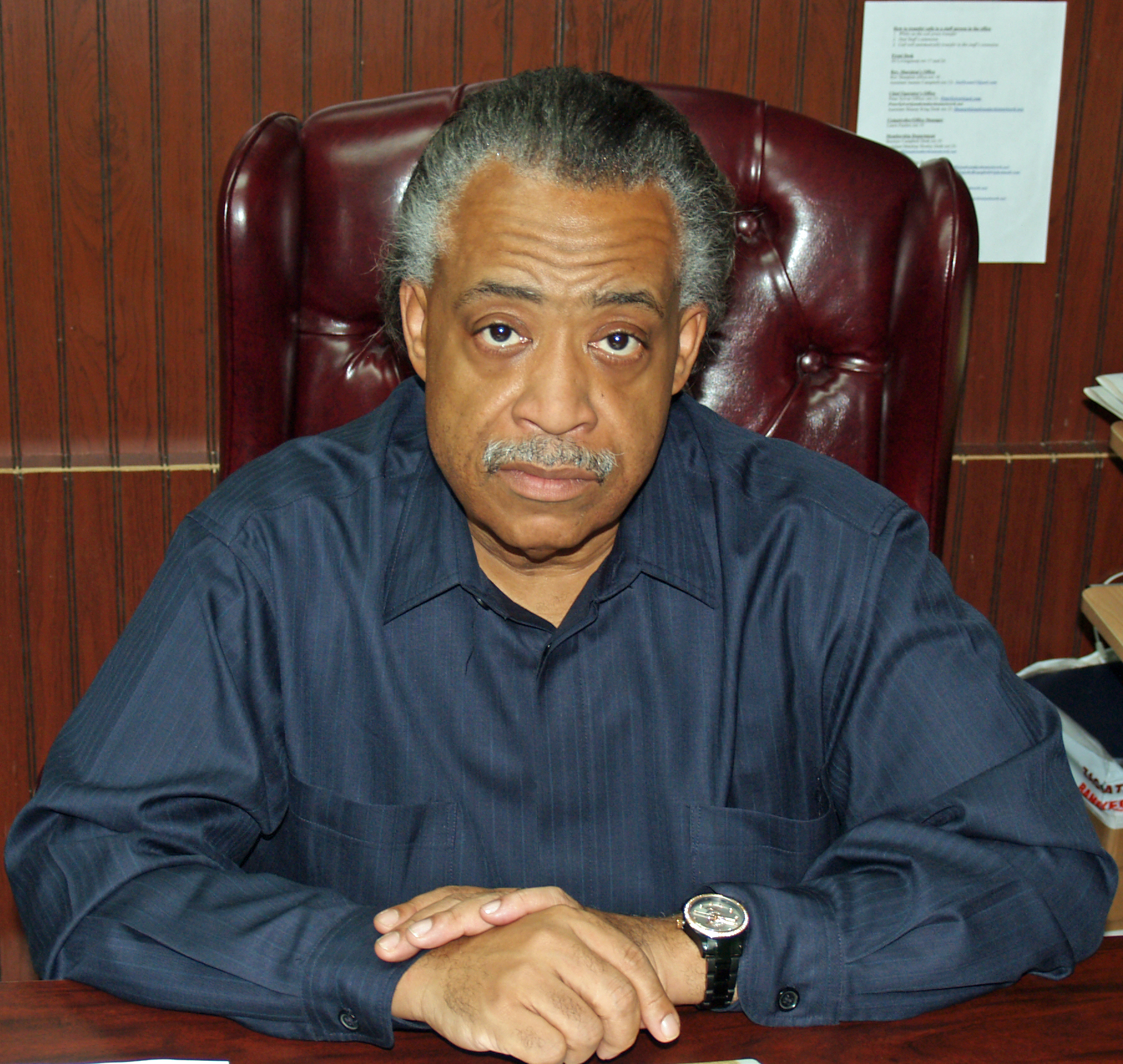
Преподобний Ел Шарптон від штату Нью-Йорк
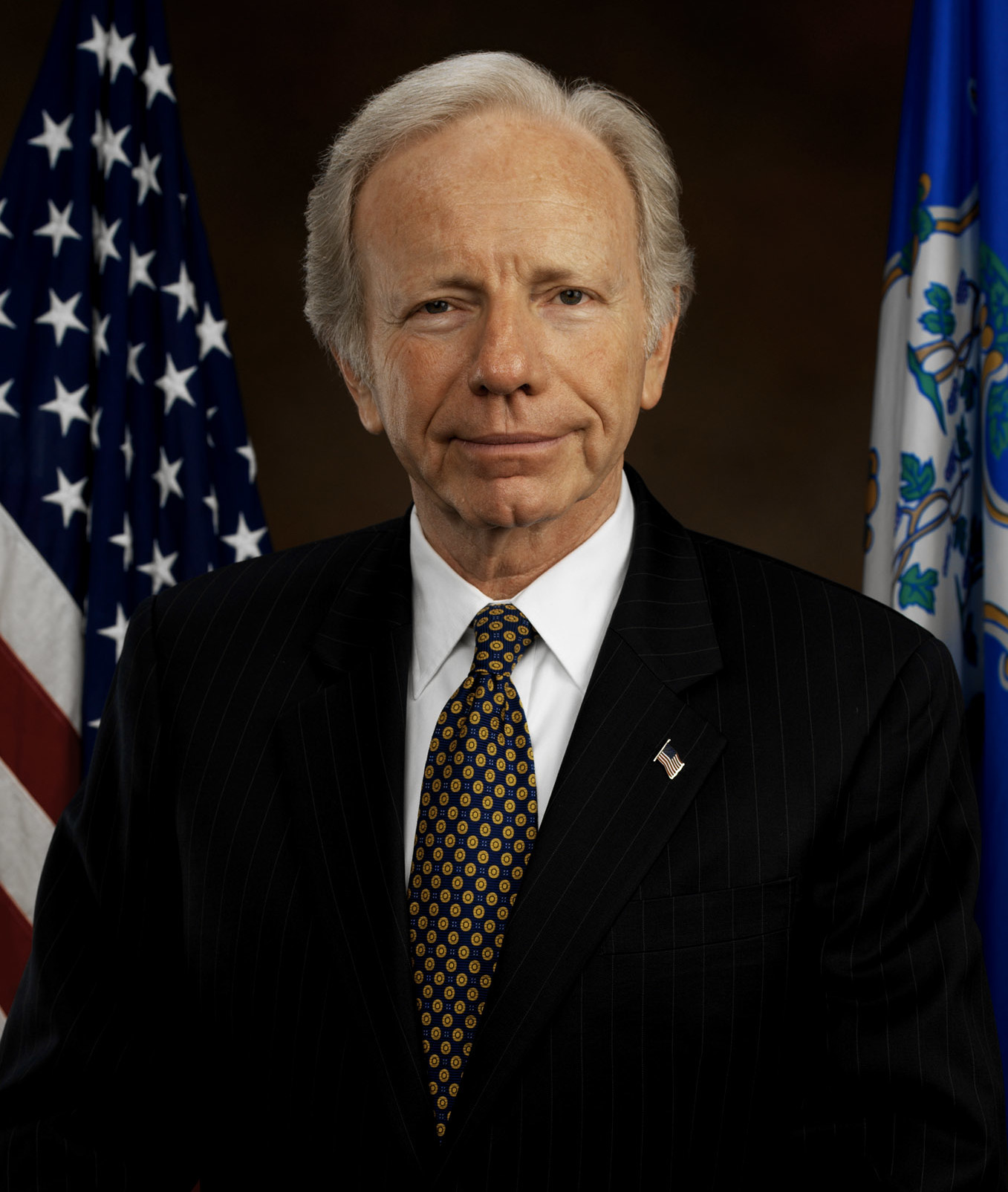
сенатор Джо Ліберман від штату Коннектикут
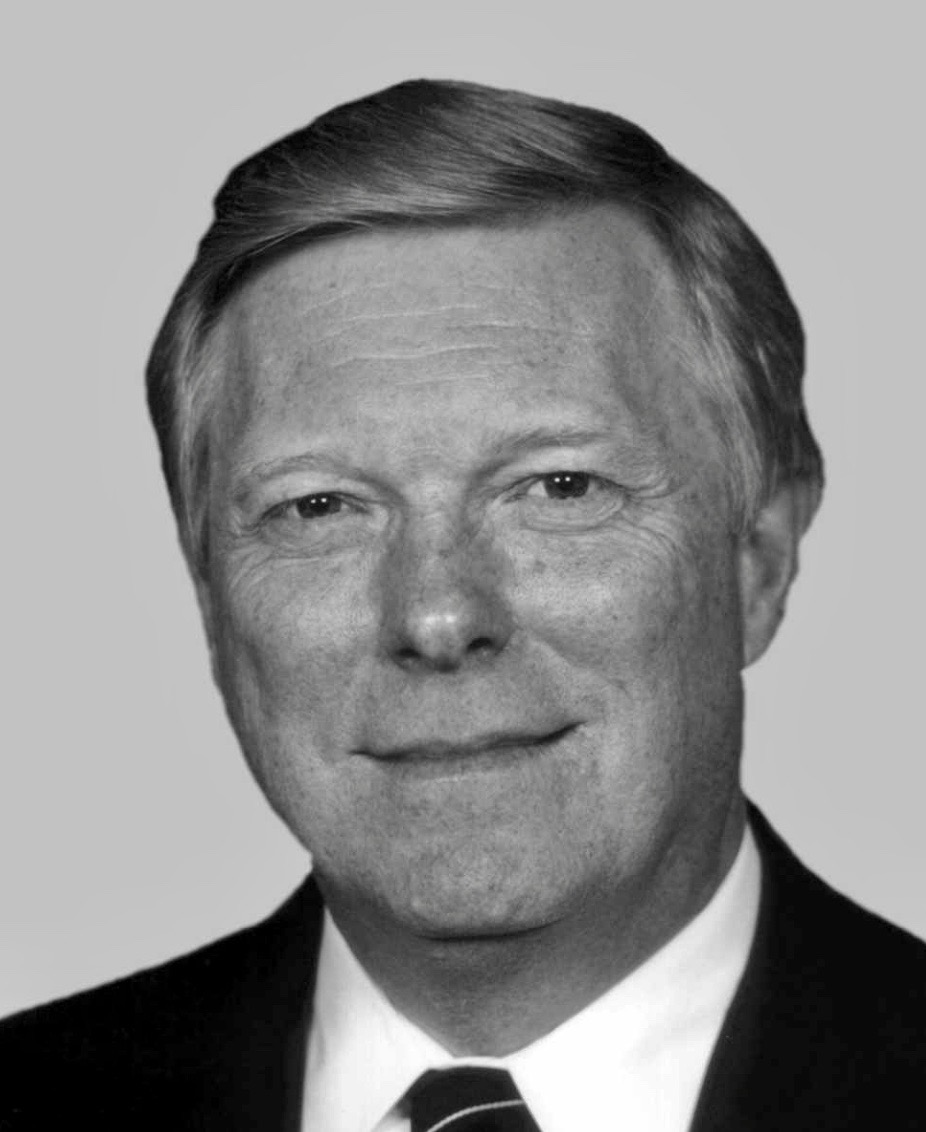
Дік Гефардт, колишній лідер партійної меншості в нижньої палати Конгресу США від штату Міссурі
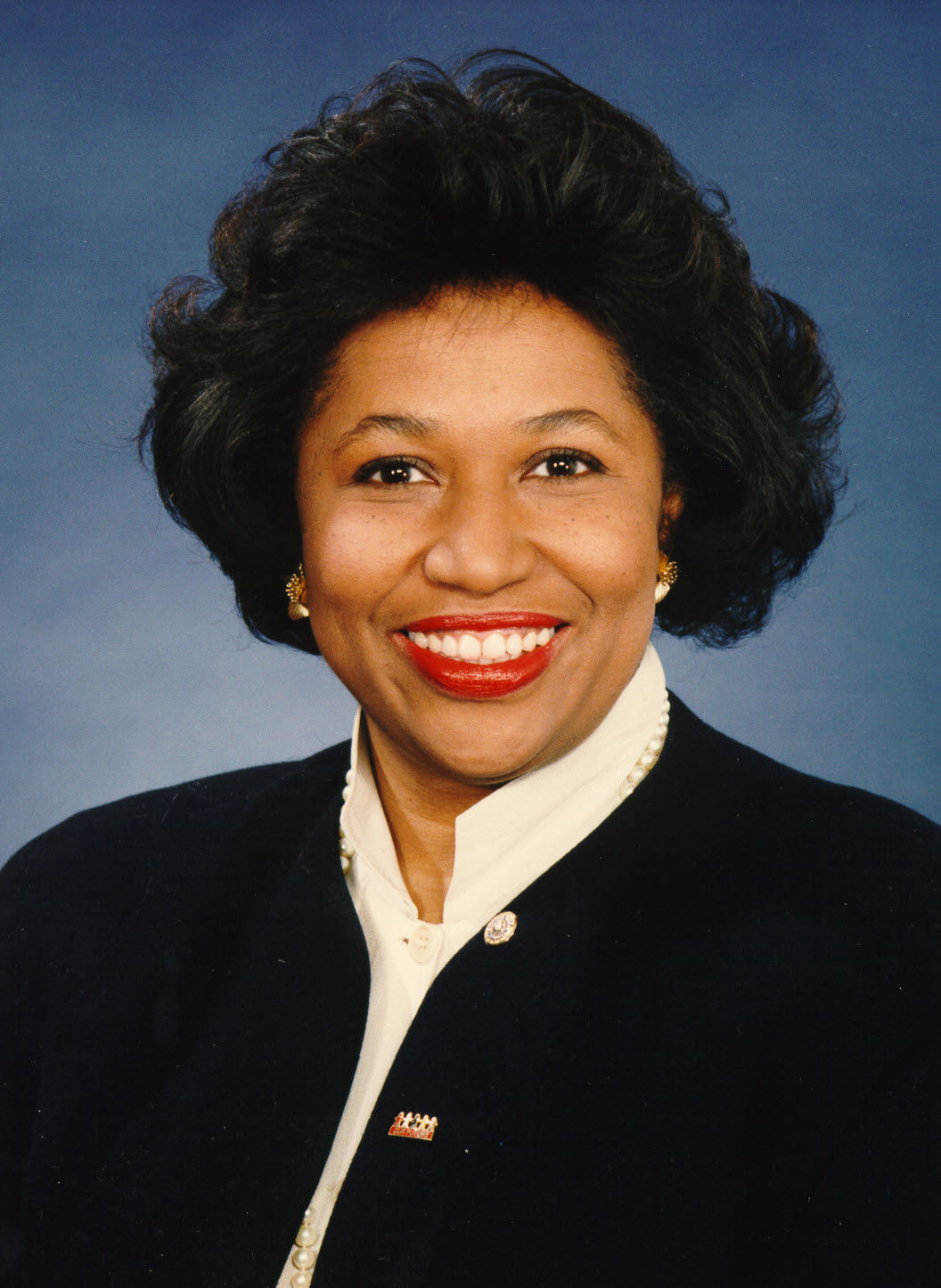
Carol Moseley Braun, сенатор від штату Іллінойс
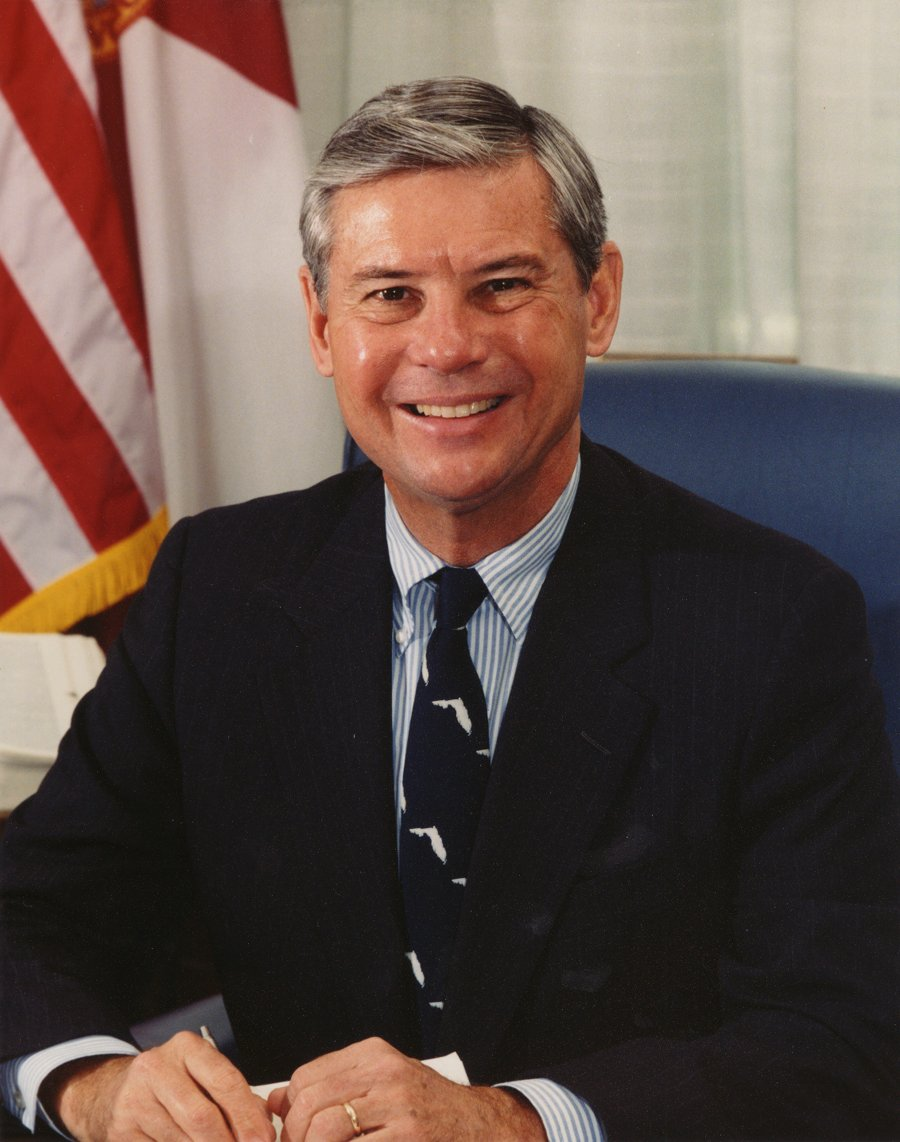
Боб Грем, сенатор від штату Флорида

## Результати
| Кандидат       | Партія                 | Виборці     | Виборці | Виборники |
| Кандидат       | Партія                 | Кількість   | %       | Виборники |
| -------------- | ---------------------- | ----------- | ------- | --------- |
| Джордж Буш     | Республіканська партія | 62 040 610  | 50,73 % | 286       |
| Джон Керрі     | Демократична партія    | 59 028 444  | 48,27 % | 251       |
| Джон Едвардс   | демократична партія    | —           | —       | 1 (а)     |
| Ральф Нейдер   | (незалежний кандидат)  | 465 650     | 0,38 %  | 0         |
| Майкл Баднарік | Лібертаріанська партія | 397 265     | 0,32 %  | 0         |
| Майкл Перутка  | Конституційна партія   | 143 630     | 0,12 %  | 0         |
| інші кандидати |                        | 191 954     | 0,18 %  | 0         |
| всього         |                        | 122 267 553 | 100 %   | 538       |

Розподіл голосів виборщиків на президентських виборах 2004; синій колір — округи, в яких переміг демократичний кандидат Джон Керрі, червоні — республіканський кандидат Джордж Буш-молодший.

 (а)  Один виборник з Міннесоти голосував за Джона Едвардса попри те, що виборці штату вибрали Джона Керрі.

## Результати по штатах
| Штат                       | виборників | Джордж Буш | Джон Керрі | інші  |
| -------------------------- | ---------- | ---------- | ---------- | ----- |
| Алабама                    | 9          | 62,5 %     | 36,8 %     | 0,7 % |
| Аляска                     | 3          | 61,1 %     | 35,5 %     | 3,4 % |
| Аризона                    | 10         | 54,9 %     | 44,4 %     | 0,7 % |
| Арканзас                   | 6          | 54,3 %     | 44,5 %     | 0,7 % |
| Айдахо                     | 4          | 68,4 %     | 30,3 %     | 1,4 % |
| Айова                      | 7          | 49,9 %     | 49,2 %     | 0,9 % |
| Вайомінг                   | 3          | 62,5 %     | 36,8 %     | 0,7 % |
| Вашингтон                  | 11         | 45,6 %     | 52,8 %     | 1,5 % |
| Вермонт                    | 3          | 38,8 %     | 58,9 %     | 2,1 % |
| Вірджинія                  | 13         | 53,7 %     | 45,5 %     | 0,8 % |
| Вісконсин                  | 10         | 49,3 %     | 49,7 %     | 0,7 % |
| Гаваї                      | 4          | 45,3 %     | 54,0 %     | 0,7 % |
| Делавер                    | 3          | 45,8 %     | 53,3 %     | 0,9 % |
| Джорджія                   | 15         | 58,0 %     | 41,4 %     | 0,7 % |
| Західна Вірджинія          | 5          | 56,1 %     | 43,2 %     | 0,7 % |
| Іллінойс                   | 21         | 44,5 %     | 54,8 %     | 0,7 % |
| Індіана                    | 11         | 59,9 %     | 39,3 %     | 0,8 % |
| Каліфорнія                 | 55         | 44,4 %     | 54,3 %     | 1,3 % |
| Канзас                     | 6          | 62,0 %     | 36,6 %     | 1,4 % |
| Кентуккі                   | 8          | 59,6 %     | 37,7 %     | 0,8 % |
| Колорадо                   | 9          | 51,7 %     | 47,0 %     | 1,3 % |
| Коннектикут                | 7          | 43,9 %     | 54,3 %     | 1,7 % |
| Луїзіана                   | 9          | 56,7 %     | 42,2 %     | 1,1 % |
| Массачусетс                | 12         | 36,8 %     | 61,9 %     | 1,3 % |
| Міннесота                  | 10         | 47,6 %     | 51,1 %     | 1,3 % |
| Міссісіпі                  | 6          | 59,4 %     | 39,8 %     | 0,8 % |
| Міссурі                    | 11         | 53,3 %     | 46,1 %     | 0,6 % |
| Мічиган                    | 17         | 47,8 %     | 51,2 %     | 1,0 % |
| Монтана                    | 3          | 59,1 %     | 38,6 %     | 2,4 % |
| Мен                        | 4          | 44,6 %     | 53,6 %     | 1,9 % |
| Меріленд                   | 10         | 42,9 %     | 55,9 %     | 1,2 % |
| Небраска                   | 5          | 65,9 %     | 32,7 %     | 1,4 % |
| Невада                     | 5          | 50,5 %     | 47,9 %     | 1,7 % |
| Нью-Гемпшир                | 4          | 48,9 %     | 50,2 %     | 1,7 % |
| Нью-Джерсі                 | 15         | 46,2 %     | 52,9 %     | 0,8 % |
| Нью-Мексико                | 5          | 49,8 %     | 49,0 %     | 1,1 % |
| Нью-Йорк                   | 31         | 40,1 %     | 58,4 %     | 1,5 % |
| Огайо                      | 20         | 50,8 %     | 48,7 %     | 0,5 % |
| Оклахома                   | 7          | 65,6 %     | 43,4 %     | -     |
| Орегон                     | 7          | 47,2 %     | 51,3 %     | 1,5 % |
| Пенсільванія               | 21         | 48,4 %     | 50,9 %     | 0,7 % |
| Род-Айленд                 | 4          | 38,7 %     | 59,4 %     | 1,9 % |
| Північна Дакота            | 3          | 62,9 %     | 35,5 %     | 1,6 % |
| Північна Кароліна          | 15         | 56,0 %     | 43,6 %     | 0,4 % |
| Теннессі                   | 11         | 56,8 %     | 42,5 %     | 0,7 % |
| Техас                      | 34         | 61,1 %     | 38,2 %     | 0,7 % |
| Федеральний округ Колумбія | 3          | 9,3 %      | 89,2 %     | 1,5 % |
| Флорида                    | 27         | 52,1 %     | 47,1 %     | 0,8 % |
| Південна Дакота            | 3          | 59,9 %     | 38,4 %     | 1,6 % |
| Південна Кароліна          | 8          | 58,0 %     | 40,9 %     | 1,1 % |
| Юта                        | 5          | 71,5 %     | 26,0 %     | 2,5 % |